# Dan H. Yaalon
Dan Hardy Yaalon (en hebreo: דן הארדי יעלון‎ de mayo, 1924, Huerske Hradiste , Checoslovaquia - 29 de enero de 2014, Mevaseret Zion , Israel ) fue un destacado científico en Edafología y Ciencias del Suelo que hizo grandes contribuciones en el campo de suelos y aridez, y paleosuelos mediterráneos, así como en historia, sociología y filosofía de las Ciencias del Suelo. A través de más de seis décadas de su carrera investigadora (1950-2014), Yaalon fue un miembro muy involucrado en la International Union for Quaternary Research(INQUA) y la International Soil Science Society (ISSS, posteriormente la International Union of Soil Sciences, IUSS). Sus logros lo llevaron a obtener la medalla Sarton (por su contribución a la Historia de la Ciencia) y el premio Dokuchaev (el “Premio Nobel” de las Ciencias del Suelo).

## Infancia
Dan Hardy Yaalon nació como Hardy Berger el 11 de mayo de 1924, en la ciudad de UherskeHradiste (Checoslovaquia, hoy en día República Checa) en el seno de una familia judía de clase media, involucrada en negocios de textiles. Fue el hijo menor de Hugo J. Berger y Elsa Jellinek, y tenía dos hermanas mayores, Dita y Stella. El joven Yaalon es recordado como un niño curioso y un excelente alumno, interesado desde muy temprano en la exploración de su entorno. Como corresponde a su trasfondo familiar, Yaalon participó en las actividades extracurriculares del movimiento juvenil sionista mundial “El joven Macabeo”, que incentivaba a la juventud judía a inmigrar a “Eretz Israel”. La confortable infancia de Yaalon finalizó a la edad de diez años, debido al fallecimiento temprano de su padre. Cinco años más tarde, con la invasión nazi a Checoslovaquia, la familia de Yaalon se fragmentó y cambió completamente el curso de sus vidas.

## Sobreviviendo al Holocausto (Shoá)
Con la ocupación nazi de Checoslovaquia, su madre le aconsejó que huyera del país, teniendo en cuenta las medidas de la escalada antijudía. En marzo de 1039, Yaalon abandonó Uherske Hradiste y se dirigió a Praga a la Escuela de “Aliat Hanoar” (escuela para jóvenes emigrantes judíos), en la cual se hospedó durante tres meses. En esos días se le ofreció un puesto de interno en el programa de entrenamiento agrícola sionista en Dinamarca, como paso preparatorio para su emigración a Israel. Cuando subió al tren que lo conduciría a Dinamarca se despidió de su madre temiendo no volver a verla (temor que se transformó en realidad). Comenzó así un largo y peligroso viaje vía Alemania al norte de Europa. Deseando poder encontrar refugio en países que no fueran ocupados por los nazis, su primer refugio fue en Dinamarca. Tras un largo período de búsqueda de amparo y de lucha por su manutención, logró conseguir su sueño de empezar sus estudios. En septiembre de 1943 comenzó sus estudios académicos en la Real Universidad de Agricultura y Veterinaria de Copenhague, aunque dos meses más tarde, la misma Dinamarca fue ocupada por los nazis, por lo que Yaalon fue forzado a escaparse a Suecia.
Una vez llegado a Suecia, y determinado a proseguir con sus estudios, Yaalon presentó de inmediato su demanda de admisión a la Universidad Sueca de Ciencias Agrícolas de Uppsala. Fue recibido cálidamente por el famoso edafólogo sueco Sante Emil Mattson (1886-1980), quien nombró a Yaalon como su asistente. En esos días, junto a una variedad de experiencias científicas, Yaalon hizo su primera observación de perfil de suelos. En 1944, cuando ya se estaba vislumbrando el fin de la guerra, Yaalon retornó a Checoslovaquia y se hizo voluntario para servir en el ejército checo. En aquellos momentos todavía no era consciente del Holocausto (Shoá) y de los horrores que su familia estaba pasando. Sólo después de la guerra, Yaalon descubrió que su amada madre fue enviada a un campo de concentración, primero en Theresienstadt (Checoslovaquia) y posteriormente en Auschwitz-Birkenau (Polonia), donde murió. Entendiendo que el resto de su familia había fallecido durante la guerra, Yaalon dejó atrás Checoslovaquia y retornó a Dinamarca a fin de seguir sus estudios, completando una Licenciatura (B.Sc.) en Ciencias Agrícolas (Química de suelos) en julio de 1947.

## Inmigración a Israel

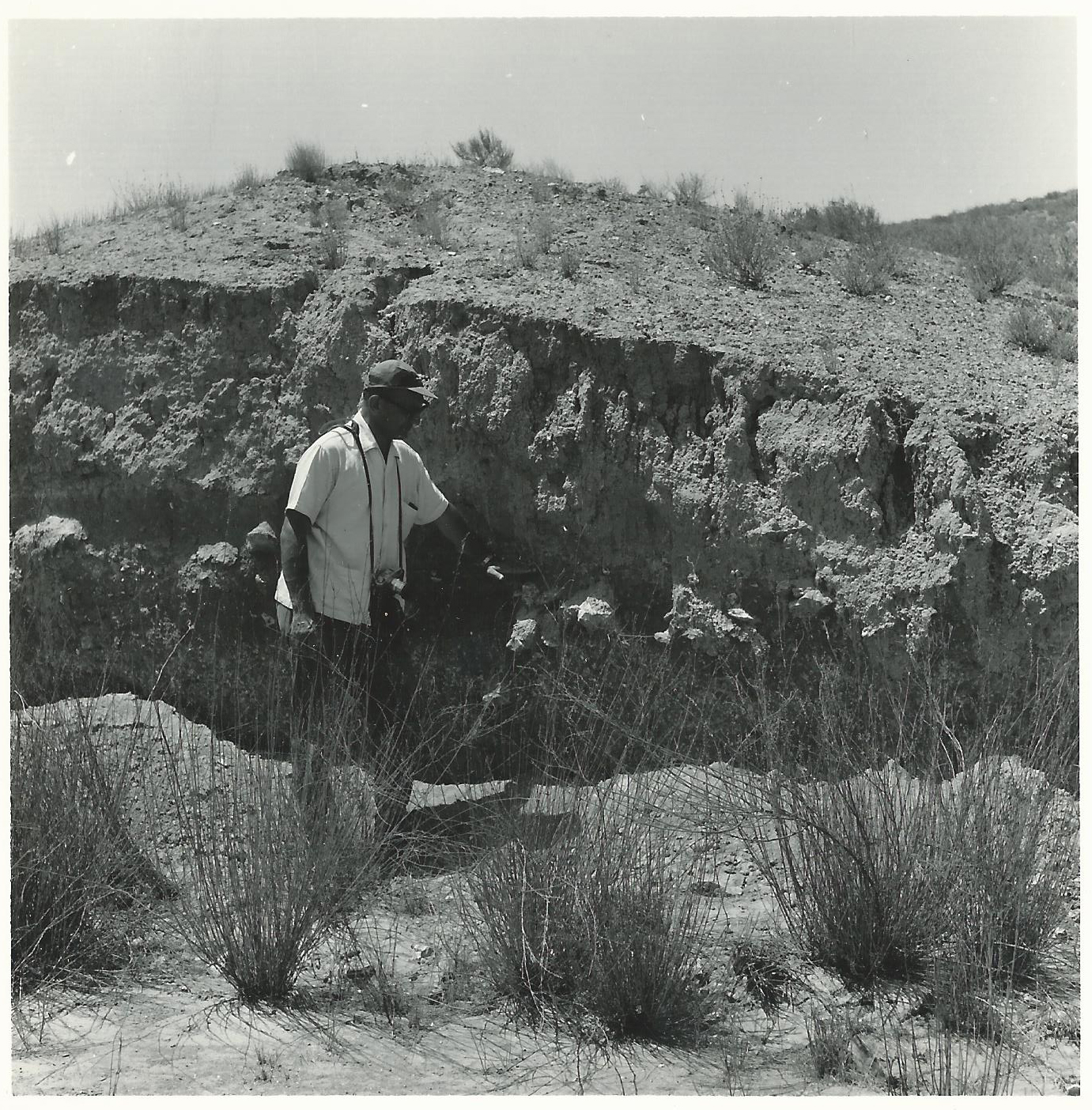
Dan Ya'alon describe un perfil de la tierra en el Negev, 1960.

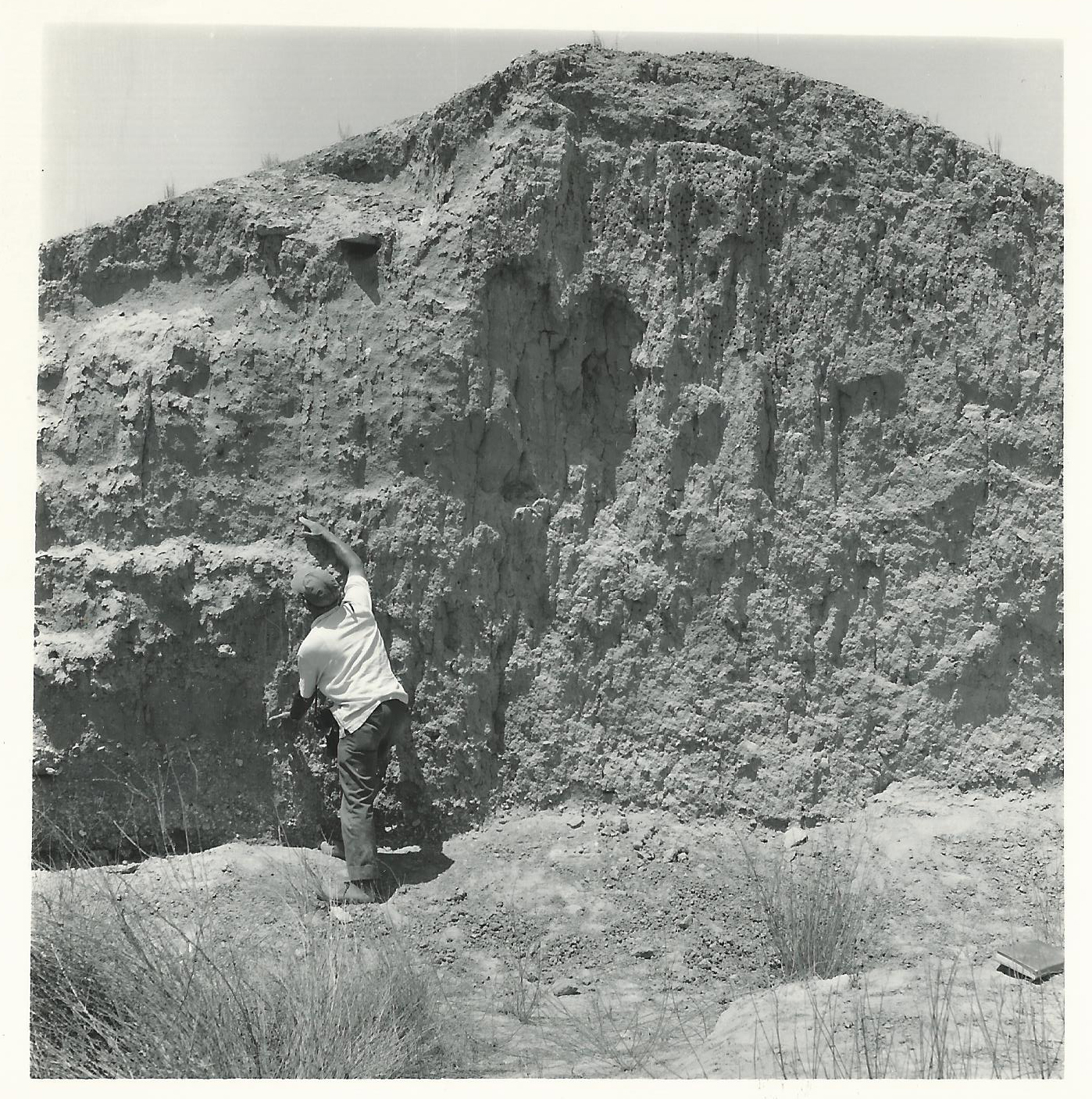
Dan Ya'alon toma una muestra del perfil del suelo en el Negev, 1960.

En julio de 1948, tras una dura travesía desde la Europa de la posguerra al Levante Mediterráneo, Yaalon llegó al Estado de Israel. Como siempre, su gran atracción por la ciencia lo acompañó durante su período inicial de integración al país. En 1949 se alistó al Ejército de Defensa de Israel, sirviendo un año en el “Cuerpo de Servicio Científico”. Durante dicho período, Yaalon cambió su nombre personal de Hardy a Dan, siendo registrado como “Teniente Dan Berger”. Durante su servicio en las FF. AA., Yaalon participó en la primera observación de la geología del desierto del Neguev. Para Yaalon, que había crecido en la Europa del Norte, la combinación del clima hiperárido del Neguev con su accidentado terreno de suelos arcillosos fue un contraste que le sorprendió. El desierto del Neguev cautivó la imaginación de Yaalon a tal punto que se convirtió en su interés principal durante el resto de su carrera. Tras la desmovilización de las FF. AA., Yaalon encontró empleo como profesor en una escuela secundaria de Química y Agricultura, el Colegio de Beit Yerach (situado sobre la costa sur del Mar de la Galilea).En 1951, y de acuerdo al espíritu de la época, Yaalon abandonó su apellido de raíz europea (Berger) y adoptó el nombre de “Yaalon”, una elección que trató de combinar sutilmente con dos de sus palabras favoritas: “Yael” (traducción del apellido de soltera de su madre, Jellinek, del checo al hebreo, en su significado castellano como antílope) y la palabra “Aliá” (ascensión en hebreo, que se refiere a la inmigración de judíos a Israel). Y más allá, tratando de preservar algo de su pasado, Yaalon conservó su nombre Hardy como segundo nombre, y fue desde entonces “Dan H. Yaalon. Poco tiempo después, en un encuentro dedicado a la inspección y la cartografía geológica, sus colegas le propusieron nombrar a varias de las montañas y wadis (cauces secos- NdelT-) con sus nombres. El Comité Oficial de Nombres de la época aprobó dicha idea, y así es como “Monte Yaalon” y “Wadi Yaalon” en la zona sur del Neguev obtuvieron esta denominación. Unos quince años más tarde un grupo de jóvenes del “Najal” (grupo paramilitar del Ejército de Defensa de Israel que combina servicio militar con el establecimiento de colonias agrícolas) que se asentaron en la parte oriental de la base del Monte Yaalon, decidieron adoptar “Yaalon” como el nombre de su grupo. Uno de los miembros del grupo, llamado Moshe Smilansky, decidió con el tiempo hebraizar su apellido. Dado que le gustaba mucho el nombre de su grupo, decidió cambiar el suyo por Moshé Yaalon. Posteriormente fue el comandante general del Ejército de Defensa de Israel (2002-2005) y ministro de Defensa (2013-2016).

## Carrera académica
Dan H. Yaalon ha tenido una carrera de investigación excepcionalmente larga que se prolonga durante unas seis décadas (1950-2014). En 1950, Yaalon le solicitó a Abraham Adolf Reifenberg (1899-1953), profesor de Ciencias del Suelo de la Universidad Hebrea de Jerusalén, ser estudiante en el recientemente formado Departamento de Ciencias del Suelo. Debido a su experiencia como licenciado (en el B.Sc)., a sus logros y recomendaciones, Yaalon fue aceptado de inmediato como un postulante al doctorado. Su disertación de doctorado versó sobre la acumulación de sales en los suelos del Valle del Jordán.Yaalon llevó a cabo su investigación con gran entusiasmo, lo cual es evidente en su primera publicación: un detallado manual de laboratorio escrito por él en 1952, junto a su colega-estudiante de esos días, Meir Rigby. No obstante, dada la enfermedad de su mentor, Yaalon sólo pudo recibir asistencia limitada en la guía de investigación. En 1953, cuando el Profesor Reifenberg falleció, la supervisión de los trabajos de Yaalon pasó a manos de Shlomo Ravikovitch (1899-2000).
En 1954, Yaalon recibió el grado de doctorado (Ph.D.) de la Universidad Hebrea de Jerusalén y se postuló para un puesto de posdoctorado en la Estación Experimental de Rothamsted, en Inglaterra. Tras su regreso a Israel en 1955, Yaalon trabajó temporalmente en una planta de investigación de fertilizantes en Haifa, aportando además una considerable producción académica (publicó en 1955 el primer estudio sobre la mineralogía de las arcillas de los suelos de Israel). Finalmente, en 1957, Yaalon ingresó como profesor de la Universidad Hebrea de Jerusalén, en la cual participaría incluso tras su jubilación. De esta manera comenzó una prolongada, fructífera y condecorada carrera académica, en la cual debido a su inicial formación en el campo de los coloides del suelo, se focalizó en la fracción fina y en la textura de los suelos. Esta fue probablemente una de sus primeras motivaciones para trabajar sobre los sedimentos eólicos durante su carrera de investigación.
En 1965, Yaalon urgió a INQUA a adoptar el término “Paleoedafología” (edafología del pasado antiguo) de forma que se estableció Paleoedafología como nombre oficial por INQUA, y posteriormente por IUSS.En 1966, Yaalon presentó su entonces revolucionario y pionero concepto de “metaedafogénesis”, con el cual definió la actividad humana como un factor importante en la formación de los suelos. En agosto de 1970 tuvo lugar en Ámsterdam un simposio en conjunción del ISSS y del INQUA sobre la “Era de los materiales y suelos primigenios” como resultado de la continuada correspondencia entre Yaalon, Robert Ruhe (1918-1993) y Ferdinand van Baren (1905-1975). El simposio fue posteriormente resumido en el libro “Paleopedology: Origin, Nature and Dating of Paleosols,”, editado por Yaalon mismo. Esta publicación especial consiste de veintinueve capítulos seleccionados multidisciplinarios, incluyendo contribuciones propias de Yaalon. En “Soil-forming processes in time and space”, Yaalon sugirió un modelo dinámico del sistema edáfico, distinguiendo entre dos grandes grupos del proceso de equilibrio en los suelos: 1) aquellos que se acercan a un estado de equilibrio a diferentes ritmos, y 2) procesos irreversibles o auto-terminantes. Posteriormente desarrolló en forma más avanzada cada grupo y presentó una clasificación de rasgos de diagnóstico de acuerdo a su estado inicial y su relativa naturaleza de persistencia.
En 1937 Yaalon publicó, junto a su ex- alumno, Eliezer Ganor (1935-2011), un trabajo sobre el importante papel de los sedimentos eólicos en la formación de suelos en el Mediterráneo oriental durante el Cuaternario En aquel trabajo, trató los modelos globales del sedimento y sus vías de distribución. Además, presentó evidencias irrefutables de que el color rojo de los suelos de Terra Rossa estaban originados por la presencia de óxidos de hierro en el polvo atmosférico, en plena contradicción con Reifenberg y otros, quienes atribuyeron dicho color a óxidos de carbono provenientes del material parental subyacente. Posteriormente, los argumentos de Yaalon sobre el papel central de los sedimentos eólicos cuaternarios en la formación de los suelos fueron aceptados universalmente. Lleno de ideas originales, Yaalon fue prontamente reconocido como un experto mundial en ese tema. Cuando más tarde se le preguntó cuál era, desde su punto de vista, lo más relevante en su carrera, respondió que las relaciones polvo-suelos había sido su contribución más significativa.
En 1975, Yaalon publicó su “Modelos conceptuales en edafogénesis: ¿Se pueden solucionar las funciones de formación de suelos?”, En este importante artículo, Yaalon demostró la complejidad de la cuantificación de los procesos edafogenéticos. A continuación, fue elegido en 1977 como presidente de la Comisión INQUA de Paleoedafología. Otra publicación editorial notoria de Yaalon está en un número especial de Geoderma titulada “Climatic and Lithostratigraphic Significance of Paleosols”, que resume un simposio del mismo nombre celebrado en Ottawa, Canadá. En 1994 (a la edad de 70 años, habiendo pasado ya dos años de su retiro oficial), Yaalon dejó su despacho en la Universidad Hebrea de Jerusalén y sólo de vez en cuando regresó al mismo. Sin embargo, rodeado por miles de libros en su casa, mantuvo un intensa actividad de escritura, edición y revisión. En 1977, Yaalon publicó un importante trabajo sobre la unicidad de los suelos del Mediterráneo. Al preguntársele “¿qué los hace diferentes?”, en dicho estudio intentó caracterizar la naturaleza global de los climas mediterráneos, enfocada sobre la región aledaña al mar Mediterráneo. Al tratar sobre el suelo y las características del paisaje, este trabajo dio una amplia y detallada visión de conjunto de las típicas condiciones ambientales del Mediterráneo, geomorfológicas, geoquímicas, edafológicas y de los impactos antropogénicos sobre los ecosistemas mediterráneos.
Junto a su foco central del proceso de formación de suelos, Yaalon realizó notables contribuciones en los campos de la historia, la filosofía y la sociología de las ciencias del suelo. Tuvo un rol prioritario en el establecimiento del Grupo de Trabajo de ISSS sobre la Historia de las ciencias del suelo (hoy es la Comisión IUSS 4.5-Historia, filosofía y sociología de las ciencias del suelo). Entre sus diferentes publicaciones en dicho terreno, en 1997 fue coeditor del libro “Historia de las ciencias del suelo: perspectivas internacionales”. Este libro muestra los desarrollos históricos en la comprensión de las actitudes de los humanos hacia los suelos. Como se demuestra en este libro, el enfoque de Yaalon a la historia de las ciencias de los suelos remarca el reconocimiento de distintos tipos de suelos y el despliegue de sub-disciplinas tal como fueron utilizadas por los primeros agricultores.
El fuerte deseo de Yaalon de permanecer activo en la ciencia se evidencia con sus publicaciones hasta prácticamente sus últimos días de vida. En el año 2012, tras años de escritura de borradores, publicó su autobiografía: “Una pasión por la ciencia y Sión: la historia de Yaalon”. En sus dos últimos años de vida estuvo ocupado con la lectura de literatura arqueológica y de geoarqueología. En el verano de 2013 la salud de Yaalon se deterioró y en enero del año 2014, rodeado por su querida familia, falleció en su casa en Mevasseret Zion, en Israel.

## Vida personal
Dan Yaalon prestó mucha atención a su vida familiar, siendo ésta una especie de compensación a la pérdida de su familia en el Holocausto. En 1952, Dan se casó con Rita Singer (1926-2010). Formaron una cálida y armoniosa familia, que mantuvieron en armonía durante 58 años. Poco después de casarse se establecieron en Kiriyat Moshé (un barrio en la Jerusalén occidental).
Dan y Rita Yaalon tuvieron dos hijos: David (1953) y Uri (1956). En 1975 la familia Yaalon se mudó a Givat Hamivtar (un barrio en la parte norte de Jerusalén) y en el año 1977, salieron de Jerusalén para establecerse en Mevasseret Zion. Durante sus años de vida, Dan y Rita tuvieron siete nietos.

## Premios, Distinciones y Patrimonio

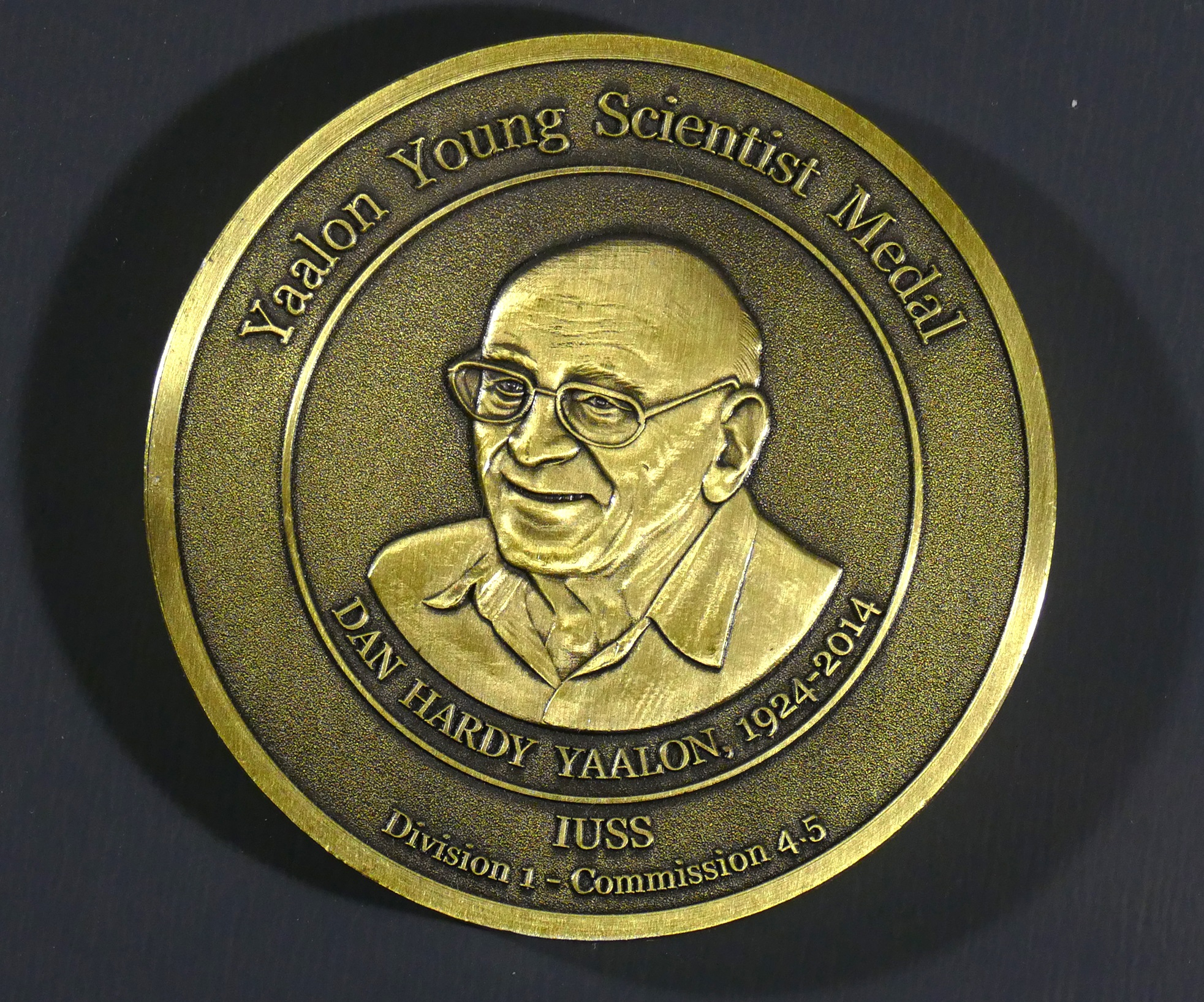
Medalla al Joven Científico Dan Ya'alon - front

Yaalon fue un científico tan altamente condecorado como profunda era su modestia. En el año 2000, Yaalon recibió la Medalla Sarton (la distinción más prestigiosa de la Sociedad de la Historia de la Ciencia de la Universidad de Gante en Bélgica) por su excepcional contribución a la Historia de las Ciencias del Suelo. En el año 2010, Yaalon recibió el Premio Dokuchaev (el “Premio Nobel” de las Ciencias del Suelo) otorgado por la IUSS, en reconocimiento a su vida de dedicación a la edafología y las Ciencias de los Suelos. Junto a estos premios, Yaalon fue recibido como Miembro Honorario de las Sociedades británica, alemana y rusa de Ciencias del Suelo. Recibió asimismo una Membresía Honoraria de las Sociedades Geológicas de Israel (2001) y de EE. UU. (2008), así como también una Membresía Honoraria de la IUSS (1998) y de la INQUA (vitalicia), siendo además doctor honorario de la Universidad de Tbilisi de Georgia. En el año 2016, la IUSS decidió conmemorar su memoria por medio de la “Medalla Dan Yaalon para el Joven Científico”, una medalla interdivisional que será otorgada cada cuatro años en el marco del Congreso Mundial de las Ciencias del Suelo. Después de esta conferencia, se publicó un número especial en memoria de Ya'alon en CATENA.En 2016, la Unión Internacional de Ciencias del Suelo decidió conmemorar Ya'alon por medio de la "Medalla al Joven Científico Dan Ya'alon", que se otorgará cada cuatro años en el Congreso Mundial de Ciencias del Suelo.

## Publicaciones selectas
Dan Yaalon ha contribuido con una colección de más de doscientas publicaciones: artículos originales, capítulos de libros y revistas, escritos de conferencias, notas científicas, entradas de términos enciclopédicos y resúmenes ampliamente citados. Además, el papel de Yaalon en tanto que editor ha producido numerosas colecciones clásicas sobre edafología y Ciencias del Suelo. Fue editor fundacional de CATENA, Geoderma y Soil Science. Algunas de las publicaciones más influyentes de Yaalon incluyen:

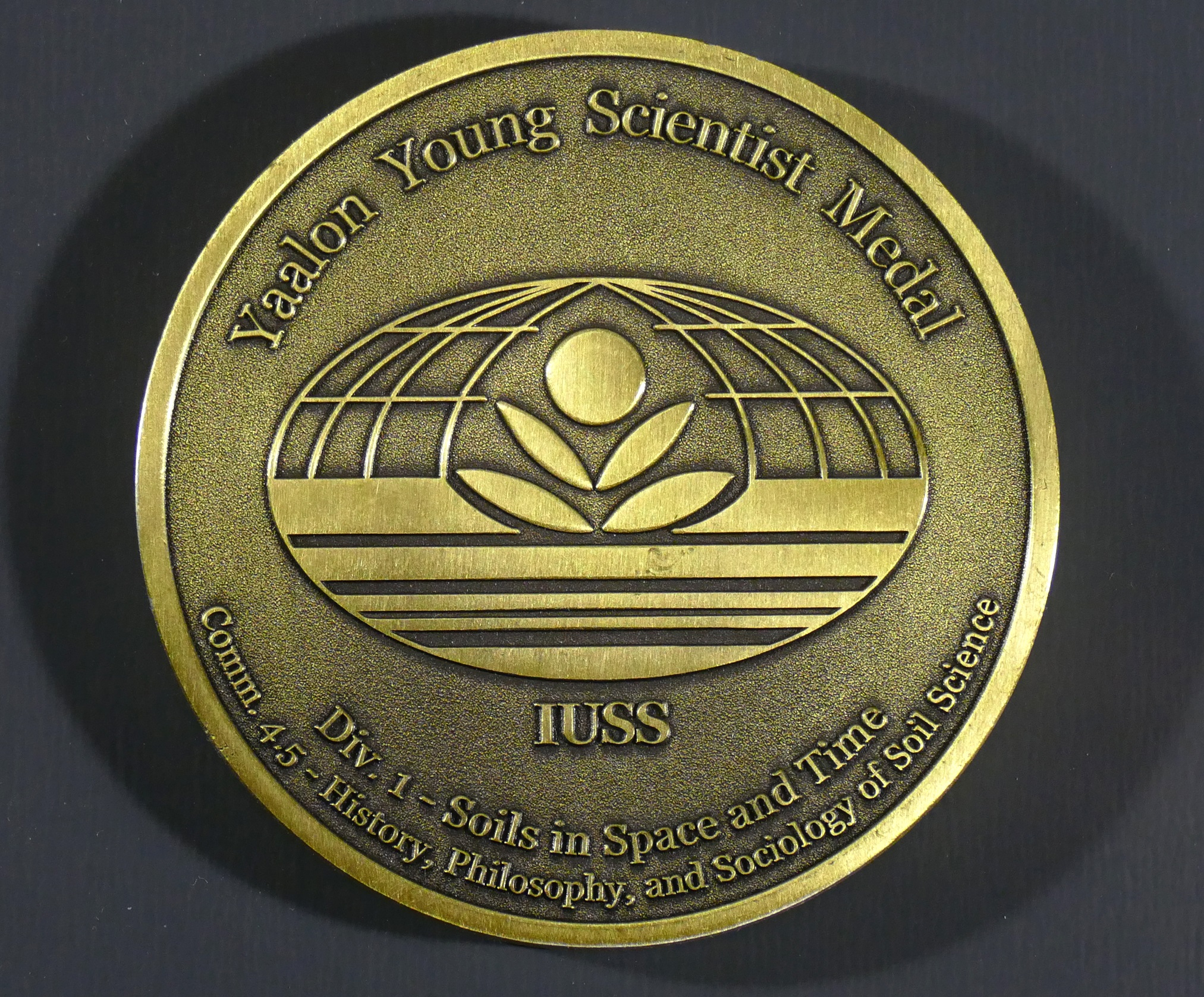
Medalla al Joven Científico Dan Ya'alon - trasera

- 1971 - Soil-forming processes in time and space.[9]
- 1973 - The influence of dust on soils during the Quaternary.[10]
- 1975 - Conceptual models in pedogenesis: Can soil-forming functions be solved?[11]
- 1983 - Climate, time and soil development.[17]
- 1997 - Soils in the Mediterranean region: What makes them different?[12]
- 1997 - History of soil science in context: International perspective.[13]
- 2000 - Down to earth. Why soil-and soil science-matters.[18]
- La lista bibliográfica complete de Dan H. Yaalon se encuentra en la Editorial del número de CATENA Dan H. Yaalon Memorial (Vol. 146), en las páginas 3-9.